# Mason County (Washington)
Mason County ist ein County im Bundesstaat Washington, Vereinigte Staaten. Laut der Volkszählung 2020 leben hier 65.726 Einwohner. Der Verwaltungssitz (County Seat) ist Shelton.

## Geographie
Das County hat eine Fläche von 2722 Quadratkilometern, davon sind 2485 Quadratkilometer Land- und 233 km² (8,56 %) Wasserfläche.

## Demografische Daten

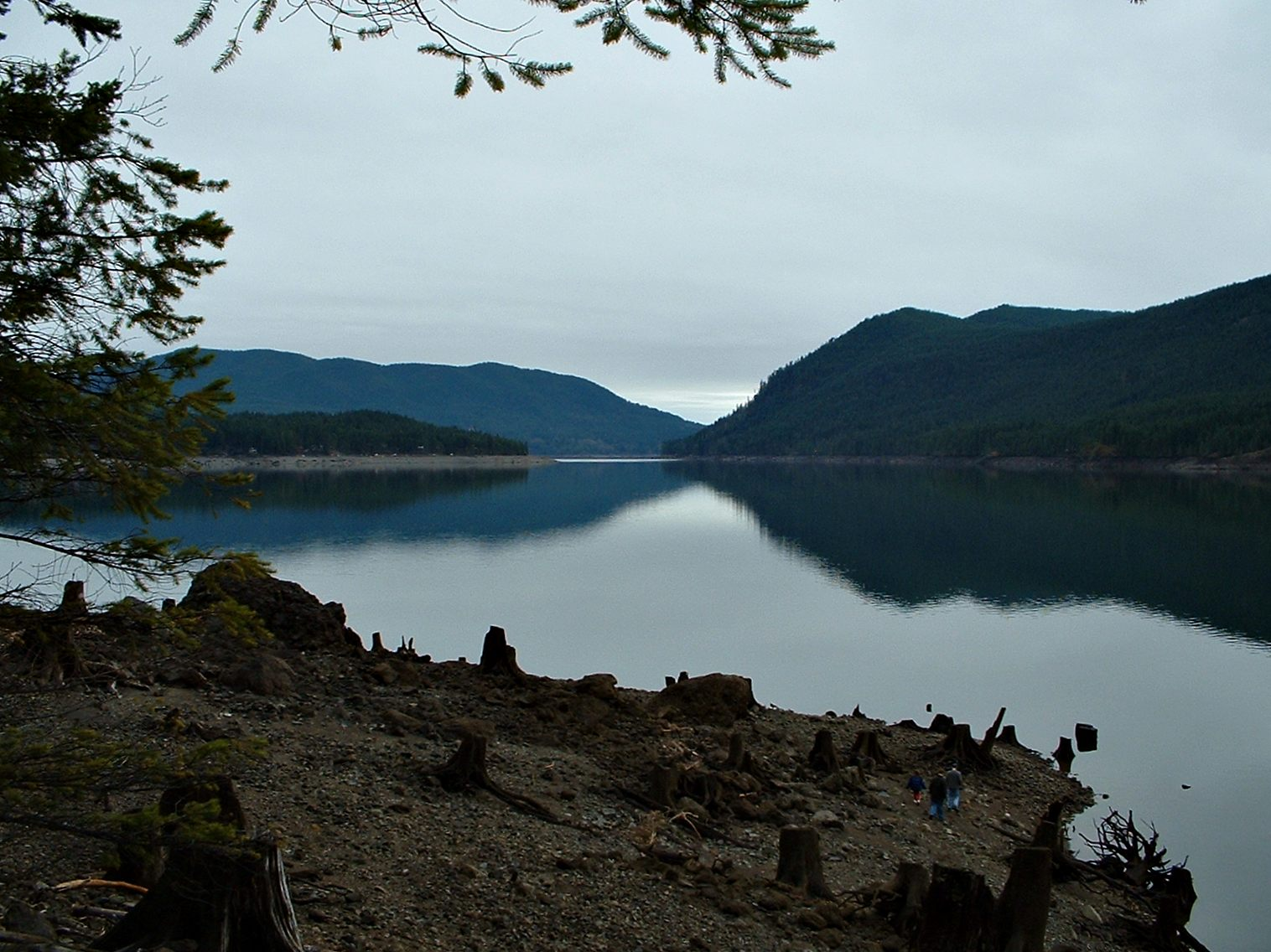
Der Lake Cushman

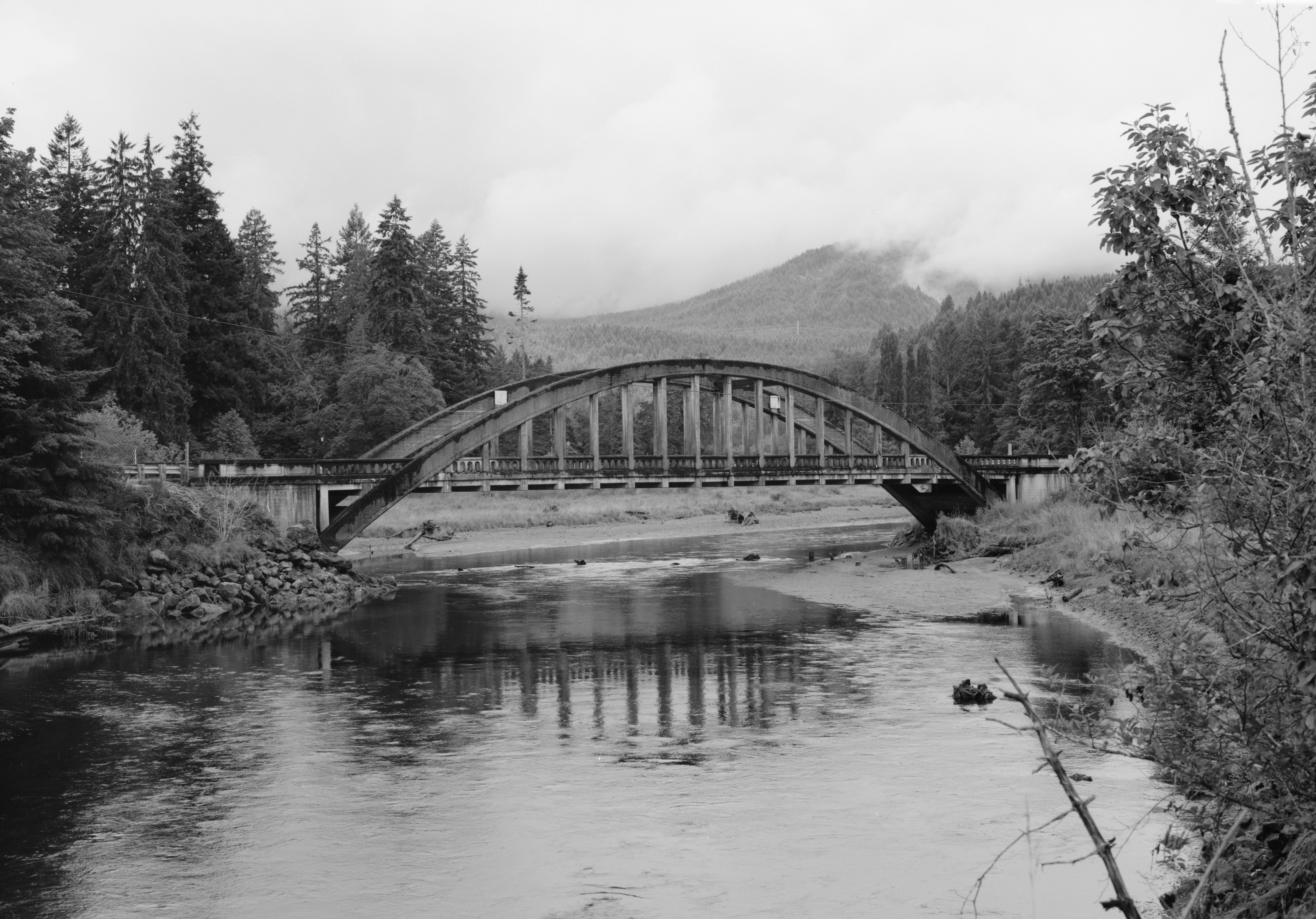
Die South Hamma Hamma River Bridge, gelistet im NRHP

Nach der Volkszählung im Jahr 2000 lebten im County 49.405 Menschen. Es gab 18.912 Haushalte und 13.389 Familien. Die Bevölkerungsdichte betrug 20 Einwohner pro Quadratkilometer. Ethnisch betrachtet setzte sich die Bevölkerung zusammen aus 88,46 % Weißen, 1,19 % Afroamerikanern, 3,72 % amerikanischen Ureinwohnern, 1,05 % Asiaten, 0,45 % Bewohnern aus dem pazifischen Inselraum und 2,10 % aus anderen ethnischen Gruppen; 3,03 % stammten von zwei oder mehr ethnischen Gruppen ab. 4,78 % der Bevölkerung waren spanischer oder lateinamerikanischer Abstammung.
Von den 18.912 Haushalten hatten 28,90 % Kinder und Jugendliche unter 18 Jahre, die bei ihnen lebten. 56,90 % waren verheiratete, zusammenlebende Paare, 9,20 % waren allein erziehende Mütter. 29,20 % waren keine Familien. 23,30 % waren Singlehaushalte und in 9,90 % lebten Menschen im Alter von 65 Jahren oder darüber. Die Durchschnittshaushaltsgröße betrug 2,49 und die durchschnittliche Familiengröße lag bei 2,89 Personen.
Auf das gesamte County bezogen setzte sich die Bevölkerung zusammen aus 23,50 % Einwohnern unter 18 Jahren, 7,70 % zwischen 18 und 24 Jahren, 26,50 % zwischen 25 und 44 Jahren, 25,80 % zwischen 45 und 64 Jahren und 16,50 % waren 65 Jahre alt oder darüber. Das Durchschnittsalter betrug 40 Jahre. Auf 100 weibliche Personen kamen 107,00 männliche Personen, auf 100 Frauen im Alter ab 18 Jahren kamen statistisch 107,30 Männer.
Das jährliche Durchschnittseinkommen eines Haushalts betrug 39.586 USD, das Durchschnittseinkommen der Familien betrug 44.246 USD. Männer hatten ein Durchschnittseinkommen von 37.007 USD, Frauen 25.817 USD. Das Prokopfeinkommen betrug 18.056 USD. 12,20 % der Bevölkerung und 8,80 % der Familien lebten unterhalb der Armutsgrenze. 17,30 % davon waren unter 18 Jahre und 4,90 % waren 65 Jahre oder älter.

## Verkehr
Seit 2023 ist der ÖPNV im County für alle Nutzergruppen kostenlos.